# Alleluia (musikalbum)
Alleluia är ett album från 1984 av Kommuniteten i Taizé. Albumet spelades in under europeiska mötet i London 1986.

## Låtlista
1. Bless the Lord
2. Alleluia 11
3. Dans nos obscurités
4. Confitemini Domino
5. Exaltabo te
6. Magnificat
7. Wait for the Lord
8. Gloria, gloria
9. De noche iremos
10. Nada te turbe
11. Per crucem
12. Laudate omnes gentes
13. In the Lord
14. Cantate Domino